# Beady Eye Recordings
La Beady Eye Recordings Ltd. è un'etichetta discografica della rock band inglese dei Beady Eye, fondata nel 2010. Sotto il suo nome è stato pubblicato l'album Different Gear, Still Speeding, il disco d'esordio della band. Eredita il ruolo che aveva la Big Brother Recordings per gli Oasis.

## Lista delle pubblicazioni
- Different Gear, Still Speeding - 28 febbraio 2011